# カンガルーハムスター
カンガルーハムスター（学名：Calomyscus bailwardi、英名：mouse-like hamster）はカンガルーハムスター科カンガルーハムスター属に属する齧歯類の一種である。カンガルーラットとも呼ばれる。生息地はイラン、トルクメニスタン南部、アフガニスタン、パキスタン北部など。

## 特徴
体長は約7〜8cm、尾長8〜10cmで体重は15〜30g。毛色は灰色から砂色で、腹側と足は白色である。尻尾全体にも毛が生えている。名前の通りカンガルーのように飛び跳ねて移動する。かなり臆病であるため人前には出てこない。夏は夜だけ行動し、秋と冬は日中も行動する。

## ハムスターとの違い
一般的なハムスターとは異なり、頬袋や脇腹腺と呼ばれる臭腺、短い尻尾を持たない。

## 飼育
欧米では飼育されているが、日本での認知度はかなり低く輸入制限がある。

## 食性
雑食性で、種子や花、葉、昆虫などを捕食する。砂漠地域に生息するため水分はほとんど摂らない。

## 繁殖･寿命
3〜6月に繁殖期を迎える。妊娠期間は約12〜14日で産子数は約3〜7匹。子は生まれた時から目が開いている。寿命は7〜9年とされている。